# Nanahughmilleria
Los Nanahughmilleria («Hughmilleria enana») es un género de euriptéridos, un grupo extinto de artrópodos acuáticos. Se han descubierto fósiles de Nanahughmilleria en yacimientos de edad devónica y silúrica de Estados Unidos, Noruega, Rusia, Inglaterra y Escocia, y se han referido a varias especies diferentes.
Los Nanahughmilleria se clasifica en la familia Adelophthalmidae, el único clado de la superfamilia Adelophthalmoidea. Este clado se caracterizaba por su pequeño tamaño, sus caparazones parabólicos (aproximadamente en forma de U) y la presencia de epímeros («extensiones» laterales del segmento) en el séptimo segmento, entre otras cosas. Los Nanahughmilleria se diferenciaban de sus parientes por la presencia de más espinas en sus apéndices (extremidades) y por su morfología genital. La especie de mayor tamaño asignada con seguridad al género fue N. norvegica, con 10 cm, lo que la convierte en un euriptérido comparativamente pequeño.

## Descripción

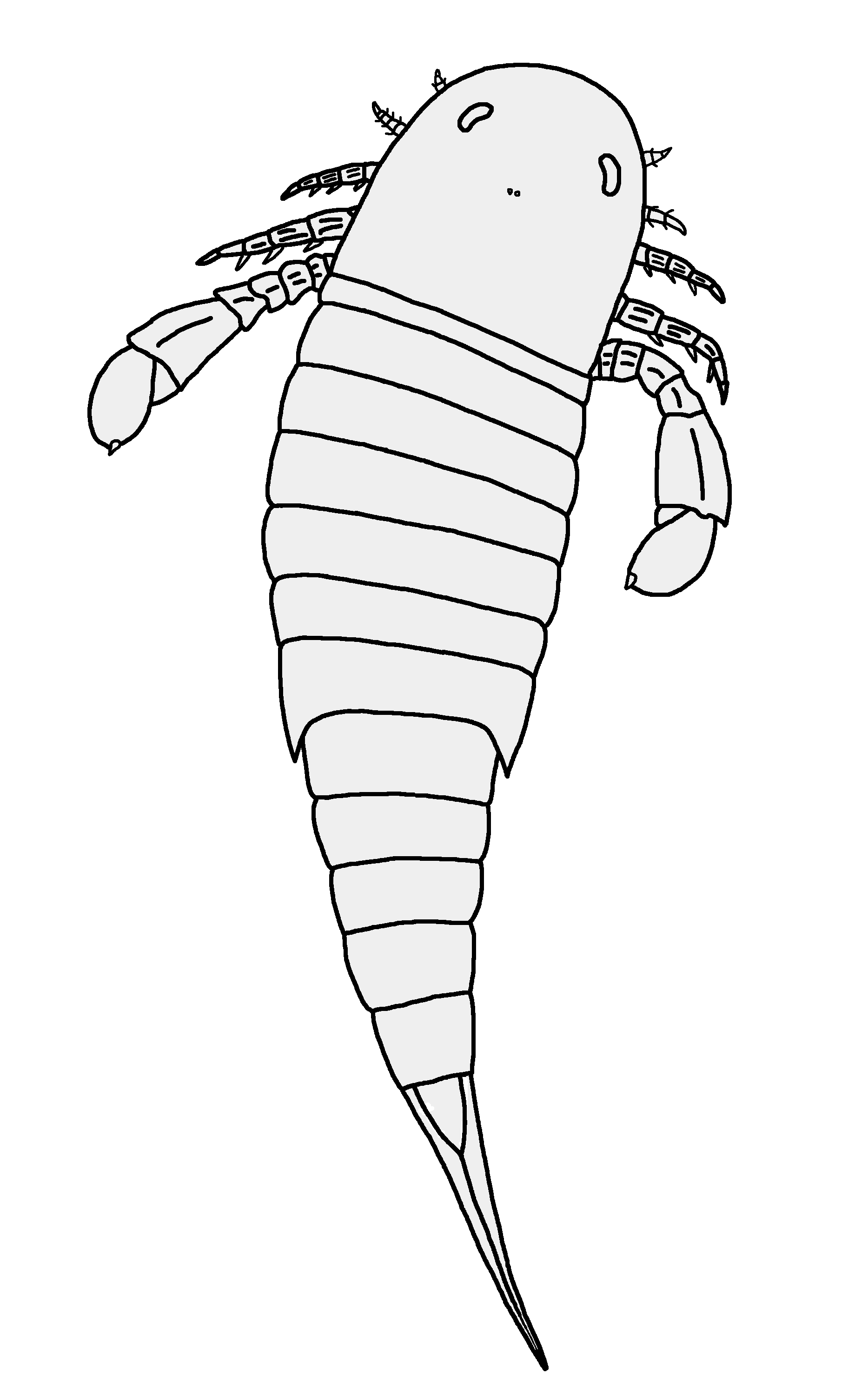
Restauración de N. norvegica.

Al igual que los demás euriptéridos antioftálmidos, el Nanahughmilleria era un euriptérido comparativamente pequeño. La especie más grande asignada con seguridad al género, N. norvegica, sólo alcanzaba los 10 cm (3,9 in), mientras que la más pequeña, N. clarkei, no superaba los 4 cm (1,6 in). Aunque la N. lanceolata alcanzaba los 16 cm (6.3 in)esta especie no es probablemente un adelophthalmid, sino un eurypteroid.  Otras especies como N. notosibirica alcanzaron los 9 cm de longitud, mientras que N. pygmaea tenía una longitud total de 8 cm.
El Nanahughmilleria tenía ojos reniformes (en forma de judía) largos y estrechos situados en posición intramarginal (dentro del margen). La forma aerodinámica de su cuerpo indica que Nanahughmilleria era un nadador activo adaptado para nadar contracorriente. Tenía epímeros («extensiones» laterales del segmento) presentes en el séptimo segmento, que separaban el preadomen (segmentos corporales del 1 al 7) del postabodmen (segmentos del 8 al 12). La espátula genital, una pieza larga y plana en la abertura genital, era muy corta. Las patas caminadoras (apéndices primero a quinto) del Nanahughmilleria eran probablemente de tipo Hughmilleria, es decir, con un par de espinas en cada podómero (segmento de la pata). La paleta de la pata natatoria era relativamente ancha. Como en los demás adelftálmidos, el telson era lanceolado y poco expandido.
El Nanahughmilleria sólo se distingue de los miembros más derivados de Adelophthalmidae por las espátulas más cortas y pequeñas y por la mayor espinosidad de los apéndices.

## Antecedentes de la investigación

### Primeros descubrimientos

Comparación del tamaño de las especies inequívocas de Nanahughmilleria.

La primera especie de lo que hoy se reconoce como Nanahughmilleria fue descrita en 1859 por John William Salter como «Eurypterus pygmaeus». Aunque Richard Banks mencionó por primera vez esta especie en 1856, este hecho se considera actualmente como nomen nudum («nombre desnudo», un nombre acuñado sin una descripción adecuada o completamente ausente del mismo). Los fósiles mencionados por Banks consistían en dos ejemplares, el primero de los cuales incluía el caparazón con los cinco primeros tergitos (partes dorsales de los segmentos del cuerpo) y los segmentos 8º y 9º de la pata natatoria, y el segundo incluía otro caparazón casi completo. Ambos fueron recogidos en Kington, Herefordshire. La N. pygmaea tenía un caparazón alargado y redondeado a lo largo del margen anterior que se estrecha gradualmente hacia delante. Un fino borde rodeaba el caparazón. Los ojos eran estrechos, reniformes e intramarginales. Sus ocelos (ojos simples sensibles a la luz) eran muy pequeños y estaban situados en el centro. Como en la mayoría de los grupos de euriptéridos, las quelas (pinzas) eran pequeñas. Se diferencia de otras especies por la forma más convergente del caparazón y por el gran tamaño de los ojos, que estaban más alejados del margen. Esta especie alcanzó una longitud total de 8 cm. Erik N. Kjellesvig-Waering clasificó esta especie como parte del subgénero Hughmilleria (Nanahughmilleria) en 1961 junto con muchas otras especies.
En 1884, James Hall describió otra especie de Eurypterus, E. prominens, basándose en un único caparazón del Grupo Clinton, una formación geológica de Estados Unidos. Esta especie se diferencia de las demás por la posición anterior de sus ojos colocados en un punto submarginal (casi en el margen), a diferencia de otras especies de Nanahughmilleria y Parahughmilleria. Además, el caparazón de esta especie era largo y con los ocelos colocados hacia delante. Se ha sugerido que esta especie podría representar un género aparte. De hecho, las notas dejadas por Kjellesvig-Waering en los cajones del museo indican que quería erigir un nuevo género para N. prominens, Clintonipterus. Al igual que N. pygmaea, esta especie fue asignada a Nanahughmilleria en 1961.
En 1911, el paleontólogo y geólogo noruego Johan Aschehoug Kiær describió una nueva especie de Eurypterus, E. norvegica. El caparazón de esta especie era parabólico (aproximadamente en forma de U) con pequeños ojos intramarginales arqueados. El metastoma (una gran placa que forma parte del abdomen) era ovalado. Su opérculo (un segmento en forma de placa que contiene la abertura genital) tenía una espátula larga y estrecha (en comparación con la mayoría de los euriptéridos). El telson era lanceolado, con una quilla tanto en la cara dorsal como en la ventral y tenía un par de espinas en cada podómero del quinto apéndice. La paleta de la pata natatoria era relativamente ancha. Fue designada especie tipo de Nanahughmilleria por Kjellesvig-Waering en su descripción del subgénero. N. norvegica era la especie más grande de Nanahughmilleria, ya que medía 10 cm (3,9 pulgadas, a excepción de N. lanceolata, que puede representar un género aparte).
En 1957, L. P. Pirozhnikov describió dos nuevas especies de euriptéridos, N. schiraensis y Parahughmilleria matarakensis, y las asignó erróneamente al género de estylonurinos Rhenopterus. Esta especie sólo se conoce por un caparazón mal conservado que era semioval y alargado, con un estrecho margen que lo rodeaba. El margen posterior era ligeramente cóncavo. Sólo se conserva un ojo, que era reniforme, grande y sobresalía ligeramente de la superficie del caparazón. En el punto más cercano entre ambos ojos se situaban los ocelos. Los fósiles se encontraron en la Formación Matarak en Minusinsk, Siberia. Kjellesvig-Waering y Willard P. Leutze observaron que la especie no representaba realmente un Rhenopterus y lo asignaron en 1966 a su género actual.  Se ha sugerido que esta especie es un sinónimo de P. matarakensis, pero el paleontólogo ruso Evgeniy S. Shpinev no está de acuerdo con esto ya que el prosoma de N. schiraensis era más largo y sus ojos estaban más cerca del margen que en P. matarakensis.

### Creación del subgénero y nuevos descubrimientos

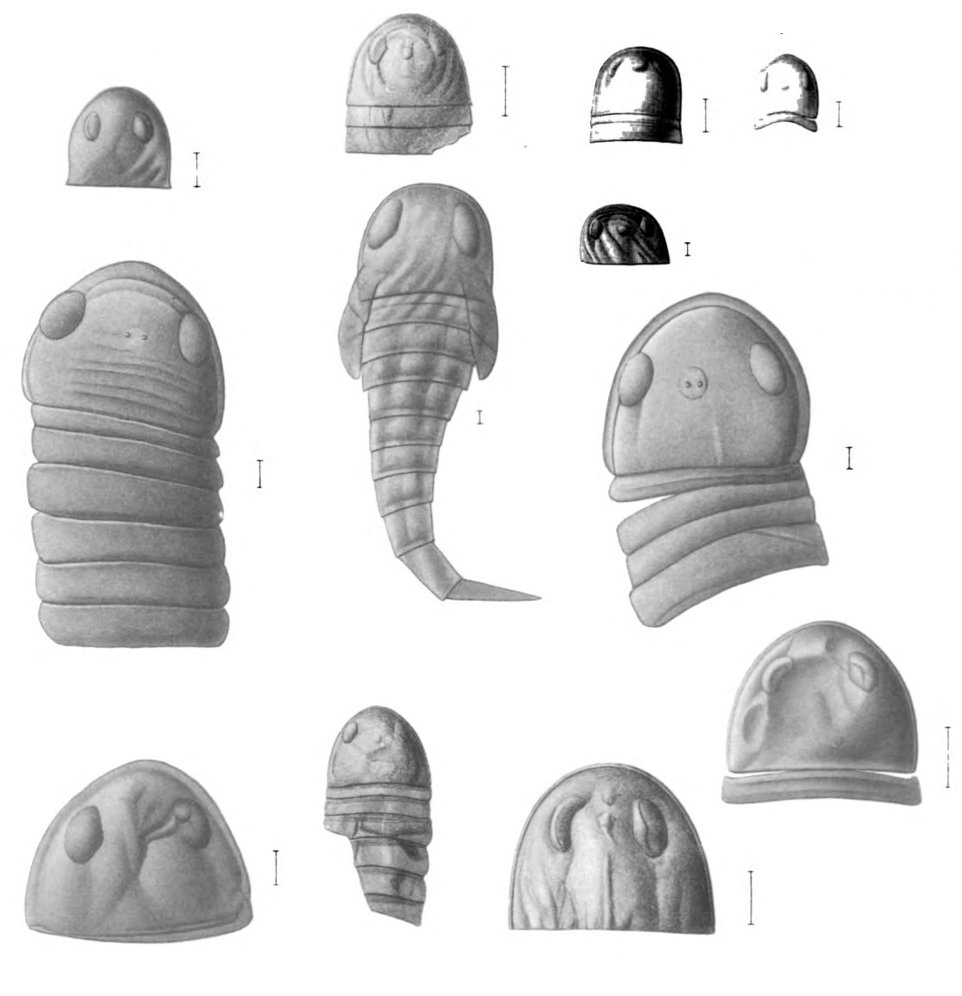
Fósiles de N. clarkei previamente asignados a Hughmilleria shawangunk.

En 1961, Kjellesvig-Waering separó Hughmilleria en dos subgéneros según la morfología de los ojos, H. (Hughmilleria) para las especies con grandes ojos marginales ovoides y H. (Nanahughmilleria) para las especies con pequeños ojos intramarginales reniformes. Para esta última, H. (N.) norvegica fue designado como subgenotipo. Asignó un total de siete especies al subgénero, de las cuales sólo cuatro (dos de ellas tentativamente) siguen en Nanahughmilleria. El nombre genérico está compuesto por la palabra latina nana («enana») y Hughmilleria.
N. clarkei se basa en una serie de fósiles descritos y asignados a Hughmilleria shawangunk por John Mason Clarke y Rudolf Ruedemann en 1912. Creían que los caparazones con ojos intramarginales estaban modificados por la compresión. Aunque esto podría ocurrir en un solo espécimen, es imposible que ocurra en tantos. Kjellesvig-Waering se dio cuenta de ello y erigió la especie N. clarkei en 1964, llamada así en honor de Clarke, que describió la fauna original de euriptéridos de Shawangunk. Esta pequeña especie de sólo 4 cm (1,6 pulg.) tenía un caparazón lanceolado con ojos intramarginales situados anteriormente. El telson era ancho y lanceolado. Esta especie se caracteriza por la presencia de espolones en los ángulos genales (una parte «plana» del borde del caparazón).
No sería hasta 2012 cuando otra nueva especie, N. notosibirica, fue descrita por Shpinev. Esta especie se conoce a partir de dos especímenes, el holotipo (PIN 1139/1) y el paratipo (PIN 1139/2). Su nombre específico, notosibirica, proviene de la palabra griega notos (sur) y Siberia, en referencia al lugar donde fue descubierta. El caparazón era parabólico y estaba rodeado por un estrecho borde marginal y con ojos alargados probablemente reniformes. Sólo se conocen el cuarto y el quinto par de apéndices prosómicos. Estos eran de tipo Hughmilleria y con espinas más bien pequeñas. El telson era pequeño y en forma de cuña, conocido por restos fragmentarios. El metasoma (la «parte» posterior del cuerpo) era notablemente más estrecho que el mesosoma (la «parte media»). El tamaño total de la especie podía ser de 9 cm, siendo una de las especies más grandes de Nanahughmilleria. Esta especie difiere de las demás en las proporciones del cuerpo y la posición de los ojos.
Además, la especie N. lanceolata se clasifica provisionalmente como parte de Nanahughmilleria. Esta especie fue descrita originalmente por Salter en 1856 como otra especie de su nuevo género Himantopterus (un nombre preocupado, ahora Erettopterus). Las patas natatorias de esta especie eran largas y estrechas, alcanzando el sexto segmento del cuerpo. El telson era lanceolado y con una quilla en el centro. Todos los ejemplares conocidos de N. lanceolata carecen de ojos, lo que dificulta determinar su posición filogenética. Sin embargo, los apéndices prosómicos y genitales no eran típicos de los Adelophthalmoidea, sino probablemente de los Eurypteroidea.

## Clasificación
Nanahughmilleria está clasificada como parte de la familia Adelophthalmidae, la única familia dentro de la superfamilia Adelophthalmoidea.Nanahughmilleria fue considerada originalmente un subgénero de Hughmilleria, pero Kjellesvig-Waering y Leutze la consideraron suficientemente diferente de Hughmilleria y elevaron el subgénero al nivel de género. Es el único género polifilético (con especies agrupadas que no comparten un ancestro común inmediato) de Adelophthlmidae, y las especies N. prominens y N. lanceolata probablemente representan formas nuevas y diferentes.
|  |
|  |

|  |
|  |

En 2004, O. Erik Tetlie erigió la familia Nanahughmilleridae en una tesis para contener a los adelophthalmoideos sin espátulas genitales o con espátulas genitales reducidas y con el segundo a quinto par de apéndices prosómicos del tipo Hughmilleria. Esta familia contenía Nanahughmileria, Pittsfordipterus y quizás Parahughmilleria. Sin embargo, el clado casi nunca se ha utilizado en estudios y listas posteriores de euriptéridos, y en su lugar, clasifican a los nanahughmilleridos como parte de Adelophthalmidae. Un clado basal entre Bassipterus y Pittsfordipterus está mejor apoyado que el Nanahughmilleridae, mientras que Nanahughmilleria se considera el taxón hermano (pariente más cercano) del «clado derivado» compuesto por Parahughmilleria y Adelophthalmus. Estos euriptéridos compartían una serie de características como el caparazón, la paleta, las formas de los ojos y la posición de los ojos casi idénticos. Sin embargo, su telson corto, su fina escultura cuticular (ornamentación consistente en pequeñas escamas diminutas a lo largo del dorso), sus espátulas muy pequeñas y la mayor espinosidad de los apéndices sugieren una posición más basal. Antes de 2004, Nanahughmilleria estaba clasificada en la familia Hughmilleriidae.
El cladograma que figura a continuación presenta las posiciones filogenéticas inferidas de la mayoría de los géneros incluidos en las tres superfamilias más derivadas del suborden Eurypterina de los euriptéridos (Adelophthalmoidea, Pterygotioidea y los waeringopteroideos), según lo inferido por O. Erik Tetlie y Markus Poschmann en 2008, basándose en los resultados de un análisis de 2008 específico de los Adelophthalmoidea y un análisis anterior de 2004.
|  | Orcanopterus                                                    |
|  |                                                                 |
|  | \| \| Waeringopterus \| \| \| \| \| \| Grossopterus \| \| \| \| |
|  |                                                                 |
|  | Waeringopterus                                                  |
|  |                                                                 |
|  | Grossopterus                                                    |
|  |                                                                 |

|  | Waeringopterus |
|  |                |
|  | Grossopterus   |
|  |                |

|  | Bassipterus      |
|  |                  |
|  | Pittsfordipterus |
|  |                  |

|  | Nanahughmilleria                                                    |
|  |                                                                     |
|  | \| \| Parahughmilleria \| \| \| \| \| \| Adelophthalmus \| \| \| \| |
|  |                                                                     |
|  | Parahughmilleria                                                    |
|  |                                                                     |
|  | Adelophthalmus                                                      |
|  |                                                                     |

|  | Parahughmilleria |
|  |                  |
|  | Adelophthalmus   |
|  |                  |

|  | Bassipterus      |
|  |                  |
|  | Pittsfordipterus |
|  |                  |

|  | Nanahughmilleria                                                    |
|  |                                                                     |
|  | \| \| Parahughmilleria \| \| \| \| \| \| Adelophthalmus \| \| \| \| |
|  |                                                                     |
|  | Parahughmilleria                                                    |
|  |                                                                     |
|  | Adelophthalmus                                                      |
|  |                                                                     |

|  | Parahughmilleria |
|  |                  |
|  | Adelophthalmus   |
|  |                  |

|  | Bassipterus      |
|  |                  |
|  | Pittsfordipterus |
|  |                  |

|  | Nanahughmilleria                                                    |
|  |                                                                     |
|  | \| \| Parahughmilleria \| \| \| \| \| \| Adelophthalmus \| \| \| \| |
|  |                                                                     |
|  | Parahughmilleria                                                    |
|  |                                                                     |
|  | Adelophthalmus                                                      |
|  |                                                                     |

|  | Parahughmilleria |
|  |                  |
|  | Adelophthalmus   |
|  |                  |

|  | Bassipterus      |
|  |                  |
|  | Pittsfordipterus |
|  |                  |

|  | Nanahughmilleria                                                    |
|  |                                                                     |
|  | \| \| Parahughmilleria \| \| \| \| \| \| Adelophthalmus \| \| \| \| |
|  |                                                                     |
|  | Parahughmilleria                                                    |
|  |                                                                     |
|  | Adelophthalmus                                                      |
|  |                                                                     |

|  | Parahughmilleria |
|  |                  |
|  | Adelophthalmus   |
|  |                  |

|  | Pterygotus                                                   |
|  |                                                              |
|  | \| \| Acutiramus \| \| \| \| \| \| Jaekelopterus \| \| \| \| |
|  |                                                              |
|  | Acutiramus                                                   |
|  |                                                              |
|  | Jaekelopterus                                                |
|  |                                                              |

|  | Acutiramus    |
|  |               |
|  | Jaekelopterus |
|  |               |

|  | Pterygotus                                                   |
|  |                                                              |
|  | \| \| Acutiramus \| \| \| \| \| \| Jaekelopterus \| \| \| \| |
|  |                                                              |
|  | Acutiramus                                                   |
|  |                                                              |
|  | Jaekelopterus                                                |
|  |                                                              |

|  | Acutiramus    |
|  |               |
|  | Jaekelopterus |
|  |               |

|  | Pterygotus                                                   |
|  |                                                              |
|  | \| \| Acutiramus \| \| \| \| \| \| Jaekelopterus \| \| \| \| |
|  |                                                              |
|  | Acutiramus                                                   |
|  |                                                              |
|  | Jaekelopterus                                                |
|  |                                                              |

|  | Acutiramus    |
|  |               |
|  | Jaekelopterus |
|  |               |

|  | Pterygotus                                                   |
|  |                                                              |
|  | \| \| Acutiramus \| \| \| \| \| \| Jaekelopterus \| \| \| \| |
|  |                                                              |
|  | Acutiramus                                                   |
|  |                                                              |
|  | Jaekelopterus                                                |
|  |                                                              |

|  | Acutiramus    |
|  |               |
|  | Jaekelopterus |
|  |               |

|  | Pterygotus                                                   |
|  |                                                              |
|  | \| \| Acutiramus \| \| \| \| \| \| Jaekelopterus \| \| \| \| |
|  |                                                              |
|  | Acutiramus                                                   |
|  |                                                              |
|  | Jaekelopterus                                                |
|  |                                                              |

|  | Acutiramus    |
|  |               |
|  | Jaekelopterus |
|  |               |

|  | Pterygotus                                                   |
|  |                                                              |
|  | \| \| Acutiramus \| \| \| \| \| \| Jaekelopterus \| \| \| \| |
|  |                                                              |
|  | Acutiramus                                                   |
|  |                                                              |
|  | Jaekelopterus                                                |
|  |                                                              |

|  | Acutiramus    |
|  |               |
|  | Jaekelopterus |
|  |               |

|  | Pterygotus                                                   |
|  |                                                              |
|  | \| \| Acutiramus \| \| \| \| \| \| Jaekelopterus \| \| \| \| |
|  |                                                              |
|  | Acutiramus                                                   |
|  |                                                              |
|  | Jaekelopterus                                                |
|  |                                                              |

|  | Acutiramus    |
|  |               |
|  | Jaekelopterus |
|  |               |

|  | Pterygotus                                                   |
|  |                                                              |
|  | \| \| Acutiramus \| \| \| \| \| \| Jaekelopterus \| \| \| \| |
|  |                                                              |
|  | Acutiramus                                                   |
|  |                                                              |
|  | Jaekelopterus                                                |
|  |                                                              |

|  | Acutiramus    |
|  |               |
|  | Jaekelopterus |
|  |               |

|  | Pterygotus                                                   |
|  |                                                              |
|  | \| \| Acutiramus \| \| \| \| \| \| Jaekelopterus \| \| \| \| |
|  |                                                              |
|  | Acutiramus                                                   |
|  |                                                              |
|  | Jaekelopterus                                                |
|  |                                                              |

|  | Acutiramus    |
|  |               |
|  | Jaekelopterus |
|  |               |

|  | Pterygotus                                                   |
|  |                                                              |
|  | \| \| Acutiramus \| \| \| \| \| \| Jaekelopterus \| \| \| \| |
|  |                                                              |
|  | Acutiramus                                                   |
|  |                                                              |
|  | Jaekelopterus                                                |
|  |                                                              |

|  | Acutiramus    |
|  |               |
|  | Jaekelopterus |
|  |               |

|  | Pterygotus                                                   |
|  |                                                              |
|  | \| \| Acutiramus \| \| \| \| \| \| Jaekelopterus \| \| \| \| |
|  |                                                              |
|  | Acutiramus                                                   |
|  |                                                              |
|  | Jaekelopterus                                                |
|  |                                                              |

|  | Acutiramus    |
|  |               |
|  | Jaekelopterus |
|  |               |

|  | Pterygotus                                                   |
|  |                                                              |
|  | \| \| Acutiramus \| \| \| \| \| \| Jaekelopterus \| \| \| \| |
|  |                                                              |
|  | Acutiramus                                                   |
|  |                                                              |
|  | Jaekelopterus                                                |
|  |                                                              |

|  | Acutiramus    |
|  |               |
|  | Jaekelopterus |
|  |               |

|  | Pterygotus                                                   |
|  |                                                              |
|  | \| \| Acutiramus \| \| \| \| \| \| Jaekelopterus \| \| \| \| |
|  |                                                              |
|  | Acutiramus                                                   |
|  |                                                              |
|  | Jaekelopterus                                                |
|  |                                                              |

|  | Acutiramus    |
|  |               |
|  | Jaekelopterus |
|  |               |

|  | Pterygotus                                                   |
|  |                                                              |
|  | \| \| Acutiramus \| \| \| \| \| \| Jaekelopterus \| \| \| \| |
|  |                                                              |
|  | Acutiramus                                                   |
|  |                                                              |
|  | Jaekelopterus                                                |
|  |                                                              |

|  | Acutiramus    |
|  |               |
|  | Jaekelopterus |
|  |               |

|  | Pterygotus                                                   |
|  |                                                              |
|  | \| \| Acutiramus \| \| \| \| \| \| Jaekelopterus \| \| \| \| |
|  |                                                              |
|  | Acutiramus                                                   |
|  |                                                              |
|  | Jaekelopterus                                                |
|  |                                                              |

|  | Acutiramus    |
|  |               |
|  | Jaekelopterus |
|  |               |

|  | Pterygotus                                                   |
|  |                                                              |
|  | \| \| Acutiramus \| \| \| \| \| \| Jaekelopterus \| \| \| \| |
|  |                                                              |
|  | Acutiramus                                                   |
|  |                                                              |
|  | Jaekelopterus                                                |
|  |                                                              |

|  | Acutiramus    |
|  |               |
|  | Jaekelopterus |
|  |               |

|  | Bassipterus      |
|  |                  |
|  | Pittsfordipterus |
|  |                  |

|  | Nanahughmilleria                                                    |
|  |                                                                     |
|  | \| \| Parahughmilleria \| \| \| \| \| \| Adelophthalmus \| \| \| \| |
|  |                                                                     |
|  | Parahughmilleria                                                    |
|  |                                                                     |
|  | Adelophthalmus                                                      |
|  |                                                                     |

|  | Parahughmilleria |
|  |                  |
|  | Adelophthalmus   |
|  |                  |

|  | Bassipterus      |
|  |                  |
|  | Pittsfordipterus |
|  |                  |

|  | Nanahughmilleria                                                    |
|  |                                                                     |
|  | \| \| Parahughmilleria \| \| \| \| \| \| Adelophthalmus \| \| \| \| |
|  |                                                                     |
|  | Parahughmilleria                                                    |
|  |                                                                     |
|  | Adelophthalmus                                                      |
|  |                                                                     |

|  | Parahughmilleria |
|  |                  |
|  | Adelophthalmus   |
|  |                  |

|  | Bassipterus      |
|  |                  |
|  | Pittsfordipterus |
|  |                  |

|  | Nanahughmilleria                                                    |
|  |                                                                     |
|  | \| \| Parahughmilleria \| \| \| \| \| \| Adelophthalmus \| \| \| \| |
|  |                                                                     |
|  | Parahughmilleria                                                    |
|  |                                                                     |
|  | Adelophthalmus                                                      |
|  |                                                                     |

|  | Parahughmilleria |
|  |                  |
|  | Adelophthalmus   |
|  |                  |

|  | Bassipterus      |
|  |                  |
|  | Pittsfordipterus |
|  |                  |

|  | Nanahughmilleria                                                    |
|  |                                                                     |
|  | \| \| Parahughmilleria \| \| \| \| \| \| Adelophthalmus \| \| \| \| |
|  |                                                                     |
|  | Parahughmilleria                                                    |
|  |                                                                     |
|  | Adelophthalmus                                                      |
|  |                                                                     |

|  | Parahughmilleria |
|  |                  |
|  | Adelophthalmus   |
|  |                  |

|  | Pterygotus                                                   |
|  |                                                              |
|  | \| \| Acutiramus \| \| \| \| \| \| Jaekelopterus \| \| \| \| |
|  |                                                              |
|  | Acutiramus                                                   |
|  |                                                              |
|  | Jaekelopterus                                                |
|  |                                                              |

|  | Acutiramus    |
|  |               |
|  | Jaekelopterus |
|  |               |

|  | Pterygotus                                                   |
|  |                                                              |
|  | \| \| Acutiramus \| \| \| \| \| \| Jaekelopterus \| \| \| \| |
|  |                                                              |
|  | Acutiramus                                                   |
|  |                                                              |
|  | Jaekelopterus                                                |
|  |                                                              |

|  | Acutiramus    |
|  |               |
|  | Jaekelopterus |
|  |               |

|  | Pterygotus                                                   |
|  |                                                              |
|  | \| \| Acutiramus \| \| \| \| \| \| Jaekelopterus \| \| \| \| |
|  |                                                              |
|  | Acutiramus                                                   |
|  |                                                              |
|  | Jaekelopterus                                                |
|  |                                                              |

|  | Acutiramus    |
|  |               |
|  | Jaekelopterus |
|  |               |

|  | Pterygotus                                                   |
|  |                                                              |
|  | \| \| Acutiramus \| \| \| \| \| \| Jaekelopterus \| \| \| \| |
|  |                                                              |
|  | Acutiramus                                                   |
|  |                                                              |
|  | Jaekelopterus                                                |
|  |                                                              |

|  | Acutiramus    |
|  |               |
|  | Jaekelopterus |
|  |               |

|  | Pterygotus                                                   |
|  |                                                              |
|  | \| \| Acutiramus \| \| \| \| \| \| Jaekelopterus \| \| \| \| |
|  |                                                              |
|  | Acutiramus                                                   |
|  |                                                              |
|  | Jaekelopterus                                                |
|  |                                                              |

|  | Acutiramus    |
|  |               |
|  | Jaekelopterus |
|  |               |

|  | Pterygotus                                                   |
|  |                                                              |
|  | \| \| Acutiramus \| \| \| \| \| \| Jaekelopterus \| \| \| \| |
|  |                                                              |
|  | Acutiramus                                                   |
|  |                                                              |
|  | Jaekelopterus                                                |
|  |                                                              |

|  | Acutiramus    |
|  |               |
|  | Jaekelopterus |
|  |               |

|  | Pterygotus                                                   |
|  |                                                              |
|  | \| \| Acutiramus \| \| \| \| \| \| Jaekelopterus \| \| \| \| |
|  |                                                              |
|  | Acutiramus                                                   |
|  |                                                              |
|  | Jaekelopterus                                                |
|  |                                                              |

|  | Acutiramus    |
|  |               |
|  | Jaekelopterus |
|  |               |

|  | Pterygotus                                                   |
|  |                                                              |
|  | \| \| Acutiramus \| \| \| \| \| \| Jaekelopterus \| \| \| \| |
|  |                                                              |
|  | Acutiramus                                                   |
|  |                                                              |
|  | Jaekelopterus                                                |
|  |                                                              |

|  | Acutiramus    |
|  |               |
|  | Jaekelopterus |
|  |               |

|  | Pterygotus                                                   |
|  |                                                              |
|  | \| \| Acutiramus \| \| \| \| \| \| Jaekelopterus \| \| \| \| |
|  |                                                              |
|  | Acutiramus                                                   |
|  |                                                              |
|  | Jaekelopterus                                                |
|  |                                                              |

|  | Acutiramus    |
|  |               |
|  | Jaekelopterus |
|  |               |

|  | Pterygotus                                                   |
|  |                                                              |
|  | \| \| Acutiramus \| \| \| \| \| \| Jaekelopterus \| \| \| \| |
|  |                                                              |
|  | Acutiramus                                                   |
|  |                                                              |
|  | Jaekelopterus                                                |
|  |                                                              |

|  | Acutiramus    |
|  |               |
|  | Jaekelopterus |
|  |               |

|  | Pterygotus                                                   |
|  |                                                              |
|  | \| \| Acutiramus \| \| \| \| \| \| Jaekelopterus \| \| \| \| |
|  |                                                              |
|  | Acutiramus                                                   |
|  |                                                              |
|  | Jaekelopterus                                                |
|  |                                                              |

|  | Acutiramus    |
|  |               |
|  | Jaekelopterus |
|  |               |

|  | Pterygotus                                                   |
|  |                                                              |
|  | \| \| Acutiramus \| \| \| \| \| \| Jaekelopterus \| \| \| \| |
|  |                                                              |
|  | Acutiramus                                                   |
|  |                                                              |
|  | Jaekelopterus                                                |
|  |                                                              |

|  | Acutiramus    |
|  |               |
|  | Jaekelopterus |
|  |               |

|  | Pterygotus                                                   |
|  |                                                              |
|  | \| \| Acutiramus \| \| \| \| \| \| Jaekelopterus \| \| \| \| |
|  |                                                              |
|  | Acutiramus                                                   |
|  |                                                              |
|  | Jaekelopterus                                                |
|  |                                                              |

|  | Acutiramus    |
|  |               |
|  | Jaekelopterus |
|  |               |

|  | Pterygotus                                                   |
|  |                                                              |
|  | \| \| Acutiramus \| \| \| \| \| \| Jaekelopterus \| \| \| \| |
|  |                                                              |
|  | Acutiramus                                                   |
|  |                                                              |
|  | Jaekelopterus                                                |
|  |                                                              |

|  | Acutiramus    |
|  |               |
|  | Jaekelopterus |
|  |               |

|  | Pterygotus                                                   |
|  |                                                              |
|  | \| \| Acutiramus \| \| \| \| \| \| Jaekelopterus \| \| \| \| |
|  |                                                              |
|  | Acutiramus                                                   |
|  |                                                              |
|  | Jaekelopterus                                                |
|  |                                                              |

|  | Acutiramus    |
|  |               |
|  | Jaekelopterus |
|  |               |

|  | Pterygotus                                                   |
|  |                                                              |
|  | \| \| Acutiramus \| \| \| \| \| \| Jaekelopterus \| \| \| \| |
|  |                                                              |
|  | Acutiramus                                                   |
|  |                                                              |
|  | Jaekelopterus                                                |
|  |                                                              |

|  | Acutiramus    |
|  |               |
|  | Jaekelopterus |
|  |               |

|  | Orcanopterus                                                    |
|  |                                                                 |
|  | \| \| Waeringopterus \| \| \| \| \| \| Grossopterus \| \| \| \| |
|  |                                                                 |
|  | Waeringopterus                                                  |
|  |                                                                 |
|  | Grossopterus                                                    |
|  |                                                                 |

|  | Waeringopterus |
|  |                |
|  | Grossopterus   |
|  |                |

|  | Bassipterus      |
|  |                  |
|  | Pittsfordipterus |
|  |                  |

|  | Nanahughmilleria                                                    |
|  |                                                                     |
|  | \| \| Parahughmilleria \| \| \| \| \| \| Adelophthalmus \| \| \| \| |
|  |                                                                     |
|  | Parahughmilleria                                                    |
|  |                                                                     |
|  | Adelophthalmus                                                      |
|  |                                                                     |

|  | Parahughmilleria |
|  |                  |
|  | Adelophthalmus   |
|  |                  |

|  | Bassipterus      |
|  |                  |
|  | Pittsfordipterus |
|  |                  |

|  | Nanahughmilleria                                                    |
|  |                                                                     |
|  | \| \| Parahughmilleria \| \| \| \| \| \| Adelophthalmus \| \| \| \| |
|  |                                                                     |
|  | Parahughmilleria                                                    |
|  |                                                                     |
|  | Adelophthalmus                                                      |
|  |                                                                     |

|  | Parahughmilleria |
|  |                  |
|  | Adelophthalmus   |
|  |                  |

|  | Bassipterus      |
|  |                  |
|  | Pittsfordipterus |
|  |                  |

|  | Nanahughmilleria                                                    |
|  |                                                                     |
|  | \| \| Parahughmilleria \| \| \| \| \| \| Adelophthalmus \| \| \| \| |
|  |                                                                     |
|  | Parahughmilleria                                                    |
|  |                                                                     |
|  | Adelophthalmus                                                      |
|  |                                                                     |

|  | Parahughmilleria |
|  |                  |
|  | Adelophthalmus   |
|  |                  |

|  | Bassipterus      |
|  |                  |
|  | Pittsfordipterus |
|  |                  |

|  | Nanahughmilleria                                                    |
|  |                                                                     |
|  | \| \| Parahughmilleria \| \| \| \| \| \| Adelophthalmus \| \| \| \| |
|  |                                                                     |
|  | Parahughmilleria                                                    |
|  |                                                                     |
|  | Adelophthalmus                                                      |
|  |                                                                     |

|  | Parahughmilleria |
|  |                  |
|  | Adelophthalmus   |
|  |                  |

|  | Pterygotus                                                   |
|  |                                                              |
|  | \| \| Acutiramus \| \| \| \| \| \| Jaekelopterus \| \| \| \| |
|  |                                                              |
|  | Acutiramus                                                   |
|  |                                                              |
|  | Jaekelopterus                                                |
|  |                                                              |

|  | Acutiramus    |
|  |               |
|  | Jaekelopterus |
|  |               |

|  | Pterygotus                                                   |
|  |                                                              |
|  | \| \| Acutiramus \| \| \| \| \| \| Jaekelopterus \| \| \| \| |
|  |                                                              |
|  | Acutiramus                                                   |
|  |                                                              |
|  | Jaekelopterus                                                |
|  |                                                              |

|  | Acutiramus    |
|  |               |
|  | Jaekelopterus |
|  |               |

|  | Pterygotus                                                   |
|  |                                                              |
|  | \| \| Acutiramus \| \| \| \| \| \| Jaekelopterus \| \| \| \| |
|  |                                                              |
|  | Acutiramus                                                   |
|  |                                                              |
|  | Jaekelopterus                                                |
|  |                                                              |

|  | Acutiramus    |
|  |               |
|  | Jaekelopterus |
|  |               |

|  | Pterygotus                                                   |
|  |                                                              |
|  | \| \| Acutiramus \| \| \| \| \| \| Jaekelopterus \| \| \| \| |
|  |                                                              |
|  | Acutiramus                                                   |
|  |                                                              |
|  | Jaekelopterus                                                |
|  |                                                              |

|  | Acutiramus    |
|  |               |
|  | Jaekelopterus |
|  |               |

|  | Pterygotus                                                   |
|  |                                                              |
|  | \| \| Acutiramus \| \| \| \| \| \| Jaekelopterus \| \| \| \| |
|  |                                                              |
|  | Acutiramus                                                   |
|  |                                                              |
|  | Jaekelopterus                                                |
|  |                                                              |

|  | Acutiramus    |
|  |               |
|  | Jaekelopterus |
|  |               |

|  | Pterygotus                                                   |
|  |                                                              |
|  | \| \| Acutiramus \| \| \| \| \| \| Jaekelopterus \| \| \| \| |
|  |                                                              |
|  | Acutiramus                                                   |
|  |                                                              |
|  | Jaekelopterus                                                |
|  |                                                              |

|  | Acutiramus    |
|  |               |
|  | Jaekelopterus |
|  |               |

|  | Pterygotus                                                   |
|  |                                                              |
|  | \| \| Acutiramus \| \| \| \| \| \| Jaekelopterus \| \| \| \| |
|  |                                                              |
|  | Acutiramus                                                   |
|  |                                                              |
|  | Jaekelopterus                                                |
|  |                                                              |

|  | Acutiramus    |
|  |               |
|  | Jaekelopterus |
|  |               |

|  | Pterygotus                                                   |
|  |                                                              |
|  | \| \| Acutiramus \| \| \| \| \| \| Jaekelopterus \| \| \| \| |
|  |                                                              |
|  | Acutiramus                                                   |
|  |                                                              |
|  | Jaekelopterus                                                |
|  |                                                              |

|  | Acutiramus    |
|  |               |
|  | Jaekelopterus |
|  |               |

|  | Pterygotus                                                   |
|  |                                                              |
|  | \| \| Acutiramus \| \| \| \| \| \| Jaekelopterus \| \| \| \| |
|  |                                                              |
|  | Acutiramus                                                   |
|  |                                                              |
|  | Jaekelopterus                                                |
|  |                                                              |

|  | Acutiramus    |
|  |               |
|  | Jaekelopterus |
|  |               |

|  | Pterygotus                                                   |
|  |                                                              |
|  | \| \| Acutiramus \| \| \| \| \| \| Jaekelopterus \| \| \| \| |
|  |                                                              |
|  | Acutiramus                                                   |
|  |                                                              |
|  | Jaekelopterus                                                |
|  |                                                              |

|  | Acutiramus    |
|  |               |
|  | Jaekelopterus |
|  |               |

|  | Pterygotus                                                   |
|  |                                                              |
|  | \| \| Acutiramus \| \| \| \| \| \| Jaekelopterus \| \| \| \| |
|  |                                                              |
|  | Acutiramus                                                   |
|  |                                                              |
|  | Jaekelopterus                                                |
|  |                                                              |

|  | Acutiramus    |
|  |               |
|  | Jaekelopterus |
|  |               |

|  | Pterygotus                                                   |
|  |                                                              |
|  | \| \| Acutiramus \| \| \| \| \| \| Jaekelopterus \| \| \| \| |
|  |                                                              |
|  | Acutiramus                                                   |
|  |                                                              |
|  | Jaekelopterus                                                |
|  |                                                              |

|  | Acutiramus    |
|  |               |
|  | Jaekelopterus |
|  |               |

|  | Pterygotus                                                   |
|  |                                                              |
|  | \| \| Acutiramus \| \| \| \| \| \| Jaekelopterus \| \| \| \| |
|  |                                                              |
|  | Acutiramus                                                   |
|  |                                                              |
|  | Jaekelopterus                                                |
|  |                                                              |

|  | Acutiramus    |
|  |               |
|  | Jaekelopterus |
|  |               |

|  | Pterygotus                                                   |
|  |                                                              |
|  | \| \| Acutiramus \| \| \| \| \| \| Jaekelopterus \| \| \| \| |
|  |                                                              |
|  | Acutiramus                                                   |
|  |                                                              |
|  | Jaekelopterus                                                |
|  |                                                              |

|  | Acutiramus    |
|  |               |
|  | Jaekelopterus |
|  |               |

|  | Pterygotus                                                   |
|  |                                                              |
|  | \| \| Acutiramus \| \| \| \| \| \| Jaekelopterus \| \| \| \| |
|  |                                                              |
|  | Acutiramus                                                   |
|  |                                                              |
|  | Jaekelopterus                                                |
|  |                                                              |

|  | Acutiramus    |
|  |               |
|  | Jaekelopterus |
|  |               |

|  | Pterygotus                                                   |
|  |                                                              |
|  | \| \| Acutiramus \| \| \| \| \| \| Jaekelopterus \| \| \| \| |
|  |                                                              |
|  | Acutiramus                                                   |
|  |                                                              |
|  | Jaekelopterus                                                |
|  |                                                              |

|  | Acutiramus    |
|  |               |
|  | Jaekelopterus |
|  |               |

|  | Bassipterus      |
|  |                  |
|  | Pittsfordipterus |
|  |                  |

|  | Nanahughmilleria                                                    |
|  |                                                                     |
|  | \| \| Parahughmilleria \| \| \| \| \| \| Adelophthalmus \| \| \| \| |
|  |                                                                     |
|  | Parahughmilleria                                                    |
|  |                                                                     |
|  | Adelophthalmus                                                      |
|  |                                                                     |

|  | Parahughmilleria |
|  |                  |
|  | Adelophthalmus   |
|  |                  |

|  | Bassipterus      |
|  |                  |
|  | Pittsfordipterus |
|  |                  |

|  | Nanahughmilleria                                                    |
|  |                                                                     |
|  | \| \| Parahughmilleria \| \| \| \| \| \| Adelophthalmus \| \| \| \| |
|  |                                                                     |
|  | Parahughmilleria                                                    |
|  |                                                                     |
|  | Adelophthalmus                                                      |
|  |                                                                     |

|  | Parahughmilleria |
|  |                  |
|  | Adelophthalmus   |
|  |                  |

|  | Bassipterus      |
|  |                  |
|  | Pittsfordipterus |
|  |                  |

|  | Nanahughmilleria                                                    |
|  |                                                                     |
|  | \| \| Parahughmilleria \| \| \| \| \| \| Adelophthalmus \| \| \| \| |
|  |                                                                     |
|  | Parahughmilleria                                                    |
|  |                                                                     |
|  | Adelophthalmus                                                      |
|  |                                                                     |

|  | Parahughmilleria |
|  |                  |
|  | Adelophthalmus   |
|  |                  |

|  | Bassipterus      |
|  |                  |
|  | Pittsfordipterus |
|  |                  |

|  | Nanahughmilleria                                                    |
|  |                                                                     |
|  | \| \| Parahughmilleria \| \| \| \| \| \| Adelophthalmus \| \| \| \| |
|  |                                                                     |
|  | Parahughmilleria                                                    |
|  |                                                                     |
|  | Adelophthalmus                                                      |
|  |                                                                     |

|  | Parahughmilleria |
|  |                  |
|  | Adelophthalmus   |
|  |                  |

|  | Pterygotus                                                   |
|  |                                                              |
|  | \| \| Acutiramus \| \| \| \| \| \| Jaekelopterus \| \| \| \| |
|  |                                                              |
|  | Acutiramus                                                   |
|  |                                                              |
|  | Jaekelopterus                                                |
|  |                                                              |

|  | Acutiramus    |
|  |               |
|  | Jaekelopterus |
|  |               |

|  | Pterygotus                                                   |
|  |                                                              |
|  | \| \| Acutiramus \| \| \| \| \| \| Jaekelopterus \| \| \| \| |
|  |                                                              |
|  | Acutiramus                                                   |
|  |                                                              |
|  | Jaekelopterus                                                |
|  |                                                              |

|  | Acutiramus    |
|  |               |
|  | Jaekelopterus |
|  |               |

|  | Pterygotus                                                   |
|  |                                                              |
|  | \| \| Acutiramus \| \| \| \| \| \| Jaekelopterus \| \| \| \| |
|  |                                                              |
|  | Acutiramus                                                   |
|  |                                                              |
|  | Jaekelopterus                                                |
|  |                                                              |

|  | Acutiramus    |
|  |               |
|  | Jaekelopterus |
|  |               |

|  | Pterygotus                                                   |
|  |                                                              |
|  | \| \| Acutiramus \| \| \| \| \| \| Jaekelopterus \| \| \| \| |
|  |                                                              |
|  | Acutiramus                                                   |
|  |                                                              |
|  | Jaekelopterus                                                |
|  |                                                              |

|  | Acutiramus    |
|  |               |
|  | Jaekelopterus |
|  |               |

|  | Pterygotus                                                   |
|  |                                                              |
|  | \| \| Acutiramus \| \| \| \| \| \| Jaekelopterus \| \| \| \| |
|  |                                                              |
|  | Acutiramus                                                   |
|  |                                                              |
|  | Jaekelopterus                                                |
|  |                                                              |

|  | Acutiramus    |
|  |               |
|  | Jaekelopterus |
|  |               |

|  | Pterygotus                                                   |
|  |                                                              |
|  | \| \| Acutiramus \| \| \| \| \| \| Jaekelopterus \| \| \| \| |
|  |                                                              |
|  | Acutiramus                                                   |
|  |                                                              |
|  | Jaekelopterus                                                |
|  |                                                              |

|  | Acutiramus    |
|  |               |
|  | Jaekelopterus |
|  |               |

|  | Pterygotus                                                   |
|  |                                                              |
|  | \| \| Acutiramus \| \| \| \| \| \| Jaekelopterus \| \| \| \| |
|  |                                                              |
|  | Acutiramus                                                   |
|  |                                                              |
|  | Jaekelopterus                                                |
|  |                                                              |

|  | Acutiramus    |
|  |               |
|  | Jaekelopterus |
|  |               |

|  | Pterygotus                                                   |
|  |                                                              |
|  | \| \| Acutiramus \| \| \| \| \| \| Jaekelopterus \| \| \| \| |
|  |                                                              |
|  | Acutiramus                                                   |
|  |                                                              |
|  | Jaekelopterus                                                |
|  |                                                              |

|  | Acutiramus    |
|  |               |
|  | Jaekelopterus |
|  |               |

|  | Pterygotus                                                   |
|  |                                                              |
|  | \| \| Acutiramus \| \| \| \| \| \| Jaekelopterus \| \| \| \| |
|  |                                                              |
|  | Acutiramus                                                   |
|  |                                                              |
|  | Jaekelopterus                                                |
|  |                                                              |

|  | Acutiramus    |
|  |               |
|  | Jaekelopterus |
|  |               |

|  | Pterygotus                                                   |
|  |                                                              |
|  | \| \| Acutiramus \| \| \| \| \| \| Jaekelopterus \| \| \| \| |
|  |                                                              |
|  | Acutiramus                                                   |
|  |                                                              |
|  | Jaekelopterus                                                |
|  |                                                              |

|  | Acutiramus    |
|  |               |
|  | Jaekelopterus |
|  |               |

|  | Pterygotus                                                   |
|  |                                                              |
|  | \| \| Acutiramus \| \| \| \| \| \| Jaekelopterus \| \| \| \| |
|  |                                                              |
|  | Acutiramus                                                   |
|  |                                                              |
|  | Jaekelopterus                                                |
|  |                                                              |

|  | Acutiramus    |
|  |               |
|  | Jaekelopterus |
|  |               |

|  | Pterygotus                                                   |
|  |                                                              |
|  | \| \| Acutiramus \| \| \| \| \| \| Jaekelopterus \| \| \| \| |
|  |                                                              |
|  | Acutiramus                                                   |
|  |                                                              |
|  | Jaekelopterus                                                |
|  |                                                              |

|  | Acutiramus    |
|  |               |
|  | Jaekelopterus |
|  |               |

|  | Pterygotus                                                   |
|  |                                                              |
|  | \| \| Acutiramus \| \| \| \| \| \| Jaekelopterus \| \| \| \| |
|  |                                                              |
|  | Acutiramus                                                   |
|  |                                                              |
|  | Jaekelopterus                                                |
|  |                                                              |

|  | Acutiramus    |
|  |               |
|  | Jaekelopterus |
|  |               |

|  | Pterygotus                                                   |
|  |                                                              |
|  | \| \| Acutiramus \| \| \| \| \| \| Jaekelopterus \| \| \| \| |
|  |                                                              |
|  | Acutiramus                                                   |
|  |                                                              |
|  | Jaekelopterus                                                |
|  |                                                              |

|  | Acutiramus    |
|  |               |
|  | Jaekelopterus |
|  |               |

|  | Pterygotus                                                   |
|  |                                                              |
|  | \| \| Acutiramus \| \| \| \| \| \| Jaekelopterus \| \| \| \| |
|  |                                                              |
|  | Acutiramus                                                   |
|  |                                                              |
|  | Jaekelopterus                                                |
|  |                                                              |

|  | Acutiramus    |
|  |               |
|  | Jaekelopterus |
|  |               |

|  | Pterygotus                                                   |
|  |                                                              |
|  | \| \| Acutiramus \| \| \| \| \| \| Jaekelopterus \| \| \| \| |
|  |                                                              |
|  | Acutiramus                                                   |
|  |                                                              |
|  | Jaekelopterus                                                |
|  |                                                              |

|  | Acutiramus    |
|  |               |
|  | Jaekelopterus |
|  |               |

## Paleoecología
Se han encontrado fósiles de Nanahughmilleria desde los yacimientos silúricos de la época de Llandovery hasta los yacimientos devónicos de la época eifeliana en Norteamérica, Europa y Siberia. Se cree que Nanahughmilleria, junto con Parahughmilleria, Hughmilleria y los pterigótidos, vivía principalmente en lagos poco profundos. Además, la forma aerodinámica del cuerpo de Nanahughmilleria sugiere que era un nadador activo capaz de nadar contra corrientes.
La Nanahughmilleria puede aparecer en un entorno en el que los euriptéridos eran abundantes o escasos. Los yacimientos silúricos de Ringerike, Noruega, donde se han descubierto fósiles de N. norvegica, incluyen restos fósiles de Mixopterus kiaeri, Stylonuroides dolichopteroides, Kiaeropterus ruedemanni y Erettopterus holmi, entre otros organismos como el malacostraco Dictyocaris slimoni o el chasmataspido Kiaeria limuloides. Por otro lado, Nanahughmilleria schiraensis y Parahughmilleria matakarensis son los únicos animales de los yacimientos devónicos de Jakasia, Rusia, junto con plantas terrestres.  Además, la especie inglesa N. pygmaea del Silúrico se ha asociado con Salteropterus abbreviatus, Parahughmilleria salteri, Erettopterus spatulatus y Herefordopterus banksii, así como con algunas especies indeterminadas de cefalaspidomorfos y coelolepidos.  En los depósitos silúricos de la Formación Shawangunk, Pennsylvania, N. clarkei aparece junto con Parahughmilleria maria, Ruedemannipterus stylonuroides, Hardieopterus myops y Hughmilleria shawangunk. También se han hallado especies de los gnatostomas Vernonaspis y Arthrophycus. En Escocia también se han encontrado fósiles de Nanahughmilleria.